# 茉莉·霍珀
茉莉·霍珀（英語：Molly Hooper）是英國電視劇《新世紀福爾摩斯》中的虛構角色，由露易絲·布瑞莉飾演。在劇中茉莉·霍珀是一名在聖巴塞洛繆醫院工作的女法醫，時常幫助夏洛克·福爾摩斯，並且暗戀著對方。

## 生平
茉莉·霍珀在《新世紀福爾摩斯》第一季的首集《粉紅色研究》中首度登場:143。
在《致命遊戲》中，茉莉正與一位名叫吉姆（Jim）的男子交往，但當福爾摩斯在實驗室見到吉姆後便馬上推斷出對方是名同性戀者，這讓茉莉感到不悅而當場離去。實際上吉姆的真實身分是以「諮詢罪犯」自居的莫里亞蒂，他與茉莉交往只是為了藉此接近福爾摩斯。
在第二季的《情逢敵手》中，茉莉特地化了妝，想在聖誕節時送禮給心儀對象福爾摩斯，但不知情的福爾摩斯無意中傷了茉莉，最後說出了他人生中的第一個「對不起」:145，並親吻了她的臉頰。《最終的問題》中，福爾摩斯來到聖巴塞洛繆醫院向茉莉尋求協助，最終茉莉協助偽造了福爾摩斯的死亡，在福爾摩斯假裝自殺後幫忙寫了一份驗屍報告。
第四季中，茉莉與福爾摩斯以及哈德森太太三人一起成為約翰·華生女兒羅莎的教父母。而後當華生與瑪麗去協助福爾摩斯的時候，茉莉幫忙照顧羅莎。

## 幕後設計
茉莉·霍珀此一角色並沒有出現在柯南·道爾的原著小說中。最初編劇馬克·加蒂斯和史蒂芬·莫法特只是將茉莉·霍珀設定為《新世紀福爾摩斯》的一次性角色而已，但由於露易絲·布瑞莉的表現給加蒂斯和莫法特留下了深刻的印象，他們一致認為她的表現十分出色，這讓茉莉最終成為該劇的常規角色之一。
喬瑟夫·李德斯特編寫了名叫「茉莉·霍珀的日記」的網站:240。
在2013年的聖地牙哥國際漫畫展上，馬克·加蒂斯和史蒂芬·莫法特表示：茉莉·霍珀不會與福爾摩斯發展出戀情。

## 外部連結
- 茉莉·霍珀的日記 （页面存档备份，存于），《新世紀福爾摩斯》的相關網站（英文）
- 茉莉·霍珀 （页面存档备份，存于）在《新世紀福爾摩斯》官網上的介紹（英文）
- 網際網路電影資料庫上茉莉·霍珀的資料（英文）
- 茉莉·霍珀 （页面存档备份，存于）在貝克街維基上的條目（英文）